# هنري بيني
هنري بيني (11 مايو 1931 – 28 نوفمبر 2014) هو مبارز بالسيف من موناكو راحل، مثّل بلاده في الألعاب الأولمبية الصيفية 1960.

## روابط رياضية
هنري بيني على موقع أوليمبيديا (الإنجليزية)